# Eueides monochroma
Eueides monochroma är en fjärilsart som beskrevs av Eugene Boullet och Le Cerf 1910. Eueides monochroma ingår i släktet Eueides och familjen praktfjärilar. Inga underarter finns listade i Catalogue of Life.